# Juričica
Juričica (lat.   Linaria cannabina; sinonim: Carduelis cannabina) je ptica iz porodice zebi.

## Opis
Ptica je velika 13 cm s rasponom krila oko 25 cm i teška 21 grama. Tijelo je vitko s dugim repom i kratkim, sivim kljunom. Krila i leđa su smeđi, a trbuh bjelkast. Odrasli mužjaci mogu se lako prepoznati po crvenkastom vrhu glave i crvenim prsima koje u jesen postaje svjetlije dok je ostali dio glave sivkast. Vjerojatno ženku privlači svojim raskošnim perjem. Odrasle ženke i mladunci koji su stari nekoliko dana nemaju crvenog perja po prsima ni na vrhu glave te im je glava sivkasto-smeđa. Mladunci se od odraslih ženki razlikuju po svojim tamnosmeđim perjem koje je kod ženki svijetlosmeđe.

### Prehrambene navike
Juričica svojim kratkim, ali oštrim kljunom jede kukce, sjemenke i mahunarke.

### Stanište i rasprostranjenost
Živi većinom u niskim grmovima i na tlu. Raširena je po cijeloj Europi, srednjoj Rusiji i Africi. Ponekad je se viđa i na Grenlandu, Nepalu i u Mongoliji. U nekim zemljama njezin broj se smanjio, a u nekim i znatno povećao. 

### Razmnožavanje
Ženka sagradi gnijezdo u niskom grmu te u gnijezdo snese 4-7 jaja veličine 13x18 mm i na njima leži otprilike 2 tjedna te se izlegu mladi ptići koji su goli i bez perja. Mladunci ostaju u gnijezdu nekoliko dana. Nakon nekog vremena, dobiju smeđe perje i dosta su slični vrapcu. Ponekad sagradi gnijezdo i u nečijem vrtu te se ne boji blizine čovjeka.

### Glasanje
Glasa se vrlo živopisnim cvrkutanjem koje ima različite melodije te se sastoji od raznih zvukova. 

## Podvrste
Postoji nekoliko podvrsta juričice. To su:
1. Linaria cannabina autochthona (Clancey, 1946)
2. Linaria cannabina bella (C. L. Brehm, 1845)
3. Linaria cannabina cannabina (Linnaeus, 1758)
4. Linaria cannabina guentheri (Wolters, 1953)
5. Linaria cannabina harterti (Bannerman, 1913)
6. Linaria cannabina meadewaldoi (Hartert, 1901)
7. Linaria cannabina mediterranea (Tschusi, 1903)

## Sinonimi
- Acanthis cannabina (Linnaeus, 1758)
- Carduelis cannabina (Linnaeus, 1758)
- Fringilla cannabina Linnaeus, 1758

## Galerija
- Ženka
- Mužjak
- Mlada juričica
- Ilustracija juričice
- Juričica (mužjak) na grančici drveta tijekom ljeta
- Juričica u vrtu

## Vanjske poveznice
- Članak o juričici (hrv.)
- Opis, slike i video o juričici  Arhivirana inačica izvorne stranice od 27. prosinca 2007. (Wayback Machine) (engl.)
- Glasanje juričice  Arhivirana inačica izvorne stranice od 29. rujna 2007. (Wayback Machine)